# Jens Weckbach
Jens Weckbach (* 23. Juli 1970 in Flörsheim am Main) ist ein ehemaliger deutscher Leichtgewichtsruderer und heutiger Kommunalpolitiker (CDU).

## Leben

### Sport
Weckbach startete für den Flörsheimer Ruderverein 08. In der Jugend wurde Weckbach dreimal Deutscher Jugendmeister im Einer. Seinen ersten internationalen Auftritt im Nationaltrikot hatte er auf der Junioren-Weltmeisterschaft 1988 in Mailand/Italien. In der Erwachsenenklasse gewann er drei deutsche Meistertitel, eine Goldmedaille bei den U23-Weltmeisterschaften 1992 im Leichtgewichts-Doppelzweier, sowie eine Silbermedaille bei den Weltmeisterschaften 1995 im Leichtgewichts-Doppelvierer. Bei der Universiade 1993 gewann er Gold im Leichtgewichts-Doppelzweier. Bei der Weltmeisterschaft 1990 in Australien belegte Weckbach den 8. Platz im Einer.

### Politik
Weckbach ist ehrenamtlich als Kommunalpolitiker in seiner Heimatstadt Flörsheim am Main aktiv. Seit 2017 ist Weckbach Mitglied des Ortsbeirat Flörsheim und Mitglied der CDU-Fraktion der Stadtverordnetenversammlung. Im Oktober 2019 wurde er zum Vorsitzenden des CDU-Ortsverbands Flörsheim am Main gewählt und hatten diesen Posten bis November 2021 inne. Seit März 2021 ist Weckbach Ortsvorsteher des Stadtteils Flörsheim Mitte.

### Privates
Weckbach ist verheiratet und hat einen Sohn. Nach seiner Karriere als Ruderer wurde er Manager in der Computerindustrie.